# Oarja
Oarja – wieś w Rumunii, w okręgu Ardżesz, w gminie Oarja. W 2011 roku liczyła 2341 mieszkańców.